# Ruta Estatal de California 129
La Ruta Estatal de California 129, y abreviada SR 129 (en inglés: California State Route 129) es una carretera estatal estadounidense ubicada en el estado de California. La carretera inicia en el Oeste desde la SR 1     cerca de Watsonville hacia el Este en la US 101     en San Juan Bautista. La carretera tiene una longitud de 22,7 km (14.095 mi).

## Mantenimiento
Al igual que las autopistas interestatales, y las rutas federales y el resto de carreteras estatales, la Ruta Estatal de California 129 es administrada y mantenida por el Departamento de Transporte de California por sus siglas en inglés Caltrans.

## Intersecciones
| Condado | Localidad   | Miliario | Destinos                                | Notas                              |
| --- | ----------- | -------- | --------------------------------------- | ---------------------------------- |
| Santa Cruz SCR L0.00-10.00                                                                                                |             | L0.00    | SR 1 – Castroville, Santa Cruz          | Interchange                        |
| Santa Cruz SCR L0.00-10.00                                                                                                | Watsonville |          | CR G12 (Main Street, a SR 152) – Pajaro |                                    |
| Santa Cruz SCR L0.00-10.00                                                                                                |             | 3.35     | Carlton Road                            |                                    |
| Santa Cruz SCR L0.00-10.00                                                                                                |             | 7.20     | Rogge Lane – Aromas                     |                                    |
| San Benito SBT 0.00-R2.64                                                                                                 |             | R2.64    | US 101                                  | Interchange                        |
| San Benito SBT 0.00-R2.64                                                                                                 |             | R2.64    | Chittenden Road                         | Continuación más allá de la US 101 |
| 1.000 mi = 1.609 km; 1.000 km = 0.621 mi Cerrada/Antigua • Terminal concurrente • Acceso incompleto • Propuesta/Sin abrir |             |          |                                         |                                    |